# Gerald Carr
Gerald Paul Carr (Denver, 22 augustus 1932 – Albany, 26 augustus 2020) was een Amerikaans ruimtevaarder. 
Carrs enige ruimtevlucht was Skylab-4 met een Saturnus IB-raket en vond plaats op 16 november 1973. Tijdens de missie werden er experimenten uitgevoerd aan boord van het ruimtestation Skylab. Ook werd de komeet Kohoutek uitgebreid geobserveerd. Carr maakte tijdens zijn missie drie ruimtewandelingen. 
In 1977 verliet hij NASA en ging hij als astronaut met pensioen.